# 郁南烈士陵园革命烈士纪念碑
郁南烈士陵园革命烈士纪念碑，位于中国广东省云浮市郁南县都城镇鸭山，为郁南县的一个县级文物保护单位，类型为近现代重要史迹及代表性建筑，公布时间为1985年。
郁南烈士陵园革命烈士纪念碑的历史年代为近代。